# 핸드볼
핸드볼(영어: handball, 독일어: Handball)은 두 팀이 드리블 또는 패스로 상대편의 골대에 손으로 공을 던져 넣어 겨루는 구기 종목으로 축구하고 경기 방식만 다르다.
한때 일본어식 조어인 송구(送球)라는 용어가 쓰이기도 했지만, 지금은 거의 쓰이지 않는 단어가 되었다.
중국이나 대만에서는 수구(手球)라 불리기도 한다.
처음에는 11인제하고 7인제, 두 방식으로 시작되었으나 현재는 골키퍼를 포함하여 팀당 7명의 선수가 참여하는 7인제 경기만 이루어지고 있다.
덴마크하고 노르웨이 등 북유럽 국가에서 인기가 높은 종목이다.

## 기원
핸드볼의 기원은 고대 그리스, 로마 시대에까지 소급할 수 있으나, 현재와 유사한 형태의 경기는 1898년경부터 덴마크, 체코 등 유럽 각지에서 널리 행하여지던 것을 제1차 세계대전 이후인 1915년에 독일에서 도어볼(door ball)이란 여자 경기를 시초로 장려·발전시킨 것이다. 올림픽에서는 시범종목 지정을 거쳐 1972년에 정식 종목으로 채택되었다.
핸드볼 경기는 처음에 한 팀당 11명씩 뛰다가 1934년 국제핸드볼연맹 총회에서 7인제 경기를 정식 승인하였고, 이후 1936년 제11회 베를린 올림픽 때부터 정식 종목이 되었다. 한국에는 1922년 '송구(送球)'라는 이름으로 처음 소개되어 1936년경부터 차츰 보급되기 시작하였다. 1941년 처음으로 공식 경기가 개최되고, 1952년 제33회 전국체육대회에 정식 종목으로 채택되면서 발전을 거듭하였다.

## 경기 시설과 용구
경기장

핸드볼 경기장

표준 경기장은 길이 40m, 너비 20m이며, 양끝 골라인의 중간에는 가로 3m, 세로 2m인 골대가 설치되어 있다. 원칙적으로 골키퍼 이외의 선수는 골 에어리어 안에 들어갈 수 없다.
공
남자의 경우 둘레가 58 ~ 60cm, 여자의 경우 54 ~ 56cm이다.

## 경기 규칙
경기는 전반 · 후반 30분으로 운영되며, 중간에 10분의 휴식 시간이 있다. 각 팀당 총 세번(전반 1회, 후반 2회 또는 전반 2회, 후반 1회)의 타임 아웃을 요청할 수 있으며, 심판은 선수의 부상 등 경기 운영상의 여러 이유로 타임 아웃을 요청하게 된다.
득점은 1골당 1점으로, 골 에어리어 밖에서 던진 공이 골 안으로 들어가는 경우 인정된다. 전·후반의 경기로 득점이 많은 팀이 승리한다.
공을 갖고 있는 선수는 3초 동안만 같은 자리에 머무를 수 있으며, 세 걸음만 허용된다. 공은 무릎 위의 모든 신체 부위를 이용하여 슈팅, 패스, 드리블이 가능하며, 바닥에 튄 공은 손으로 잡아야 한다.

### 반칙
규칙을 어긴 정도에 따라 프리 드로우, 페널티 드로우, 경고, 2분 퇴장(한 선수가 2분 퇴장을 세 번 받으면 실격), 다이렉트 레드카드, 블루카드(경기 종료 후 출전 정지, 벌금 등의 징계)등이 행사된다.
프리 드로우
다음과 같은 행위를 하였을 때 상대편에게 주어진다.
1. 공을 가지고 네 걸음 이상 걸었을 때(오버 스텝).
2. 드리블 없이 3초 이상 공을 가지고 있었을 때(오버 타임).
3. 발로 공을 찼을 때(킥볼).
4. 구르고 있는 공에 몸을 던졌을 때(세이빙).
5. 그 밖에 차징·트리핑·푸싱·해킹·홀딩·저글·포인트 오버·라인 크로스 등을 범했을 때.

페널티 드로우
다음과 같은 경우 상대편에게 주어진다.
1. 득점할 기회에 규칙을 위반했을 때.
2. 수비하기 위해 자기편 골 에어리어에 들어가거나, 공을 넘기거나 가지고 들어갔을 때.
3. 허락 없이 골키퍼를 교체했을 때.

드로우인
공이 사이드 라인 밖으로 나갔을 때, 상대편이 3초 이내에 공을 코트 안에 넣는다.
코너 드로우
공이 수비측의 골키퍼 이외의 경기자에 맞아 골 라인 밖으로 나갔을 때 공격측에 주어진다.
골 드로우
공격측의 팀 또는 골키퍼가 골 라인 밖으로 공을 내보냈을 때 수비측에 주어진다.

## 기본 기술
핸드볼의 기본 기술로는 캐치 · 패스 · 드리블 · 슛 · 풋워크 · 골키핑 등이 있다.
캐치
캐치의 실수는 공격을 늦어지게 하거나, 상대에게 공격의 기회를 주게 되므로 정확해야 한다. 공을 향해 손가락을 벌리고 두 손을 내밀어 어깨와 손목의 힘을 빼고 끌어당기듯이 공을 잡는다.
패스
상대편과 패스 리시버의 위치를 생각하여 여러 가지 패스 방법을 사용하여야 한다. 손목의 스냅을 잘 이용하여 정확한 위치로 해야 한다.
1. 숄더 패스：거리와 스피드를 자유롭게 변화시킬 수 있어 가장 많이 사용되는 패스이다. 어깨 위에서 상체를 회전하는 힘과 손목의 스냅을 이용하여 상대의 가슴을 향하여 한 손으로 던진다.
2. 푸시 패스：가까운 거리에 많이 사용되는 패스이다. 가슴 높이에서 손목의 스냅을 이용하여 볼을 밀어내듯이 패스한다.
3. 체스트 패스：공을 가슴 앞에서 밀어내듯이 하는 패스.
4. 훅 패스：목표를 향해 비스듬히 서서 한 발을 앞으로 내딛고 팔을 몸 옆에서 머리 위로 올리며 던진다.
5. 바운드 패스：상대 선수가 앞에서 방해할 때 상대편 발 옆에 공을 바운드시켜 패스한다.
6. 언더핸드 패스：짧은 패스와 백 패스로 사용된다. 양 무릎을 가볍게 굽히고 약간 허리를 낮춘 자세에서, 공을 밑으로 잡아 손바닥이 패스 방향을 향하도록 하여 던진다.

드리블
한 손 또는 두 손을 교대로 사용하여 행할 수 있으며, 낮은 드리블과 높은 드리블이 있다. 그러나 실제 게임에서는 혼자 오랫동안 드리블하는 것은 바람직하지 못하다.
슛
경기의 승부는 슛에 의한 득점으로 결정된다. 슛은 골키퍼의 허점을 이용하여 성공시켜야 하며, 정확하고 신속하여야 한다.
1. 스텝 슛：캐치한 공을 어깨 위로 옮겨 숄더 패스를 하듯이 던지는 기본 슛.
2. 점프 슛：한 발로 높이 뛰어올라 실시하는 슛.
3. 러닝 슛：공을 잡고 달리는 자세에서 그대로 실시하는 슛.
4. 플라잉 슛：포스트 플레이를 하거나 골 근처 사이드 쪽에서 슛할 때 이용한다. 몸의 자세를 낮게 하고 넘어지면서 실시하는 슛.
5. 스탠딩 슛：정지 상태에서 상체를 휘돌리며 실시하는 슛. 포스트 플레이를 할 때에는 반드시 필요한 슛 방법이다.

풋워크
발을 놀리는 재간. 공격이나 수비 태세를 갖추기 위해서는 항상 빠른 동작으로 이동해야 하므로, 민첩하게 움직일 수 있는 풋워크가 요구된다.

## 한국 핸드볼
한국의 핸드볼은 1939년 일본 유학생을 중심으로 시작되었으며, 1945년 조선송구협회 조직, 1946년 송구 대회 등으로 활성화되었다. 1960년에는 국제 핸드볼연맹에 가입하였으며, 1980년 이후로는 올림픽에 출전하여 여러 차례 메달을 획득하였다.

## 핸드볼 용어
| 이름            | 영어            | 규칙                                                           |
| --------------- | --------------- | -------------------------------------------------------------- |
| 라인 크로스     | line cross      | 라인을 발로 밟거나 넘는 반칙                                   |
| 롤링 오펜스     | rolling offence | 미리 정해진 위치에서 계속 공을 돌려 패스하며 공격하는 것.      |
| 루프 슛         | loop shoot      | 뛰어나온 골키퍼의 머리 위로 넘기는 슛.                         |
| 클린 슛         | clean shoot     | 깨끗하고 완벽한 골인.                                          |
| 포스트 플레이   | post play       | 유리한 위치를 차지해서 공격하는 플레이를 말함.                 |
| 세이빙          | saving          | 굴러가는 공에 대하여 몸을 던지는 플레이.                       |
| 스크리닝        | screening       | 방어하는 선수의 앞이나 뒤에 들어가 움직임을 차단하는 것.       |
| 스톨링          | stalling        | 공격할 의사 없이 패스나 드리블을 하면서 일부러 시간을 끄는 것. |
| 오버 스텝       | over step       | 공을 가지고 3걸음 이상 걷는 반칙.                              |
| 오버 타임       | over time       | 공을 3초 이상 가지고 있는 반칙.                                |
| 찬스 메이커     | chance maker    | 자기편에게 유리한 기회를 만들어 주는 플레이어.                 |
| 킥킹            | kicking         | 공을 무릎 아래로 처리하는 반칙.                                |
| 트라이앵글 패스 | triangle pass   | 세 사람이 번갈아 하는 삼각 패스.                               |
| 포스트 슛       | post shoot      | 골 앞 에어리어 가까이에서 하는 슛.                             |
| 필드 플레이어   | field player    | 골키퍼 이외의 경기자.                                          |
| 해킹            | hacking         | 손으로 상대의 팔을 치는 반칙.                                  |

## 같이 보기
- 중동의 휘슬

## 수비 전술
- 6-0수비: 일명 식스 제로(일자 수비)라고도 하는데 상대편 중거리슛이 약하거나 우리편 수비들의 신장이 좋고 키퍼 실력이 좋은경우 많이 사용한다. 1대1 찬스를 주지 않고 중거리 슛을 주면서 하는 후방 방어 전술. 장점 : 대인방어에 비해 비교적 체력부담이 적고 서로 협력수비하므로 쉽게 뚤리지 않음 단점 : 협력수비로 인해 개인능력이 조금 떨어져도 막아낼수는 있으나 팀웍이 맞지 않거나 수비 연습이 부족한 팀들 사용하면 쉽게 뚫리는 단점이 있다.

- 1-5 수비:
- 2-4 수비:
- 3-2-1 수비:
- (한국어) 대한핸드볼협회
- (영어) 국제핸드볼연맹 (IHF)
- 핸드볼, 《한국민족문화대백과》, 한국학중앙연구원